# حفلة التنزه

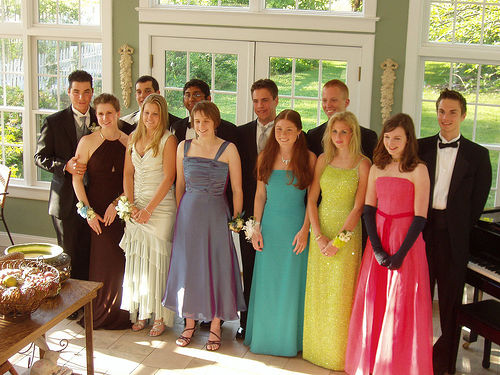
تجمع نموذجي، الأولاد يرتدون بدلات رسمية / بدلة عشاء ، وفتيات يرتدون فساتين مع صداريات على معصمهنّ

حفلة التنزه (promenade dance, prome) هي حفلة رقص لطلاب المدارس الثانوية. يمكن أن تُنظم بزي ربطة عنق سوداء شبه رسمية أو بذلة غير رسمية للأولاد وفساتين سهرة للبنات. يقام هذا الحدث عادة قرب نهاية العام الدراسي. قد يكون هناك حفلات موسيقية فردية للمبتدئين (الصف الحادي عشر) وكبار (الصف الثاني عشر) أو يمكن دمجها.

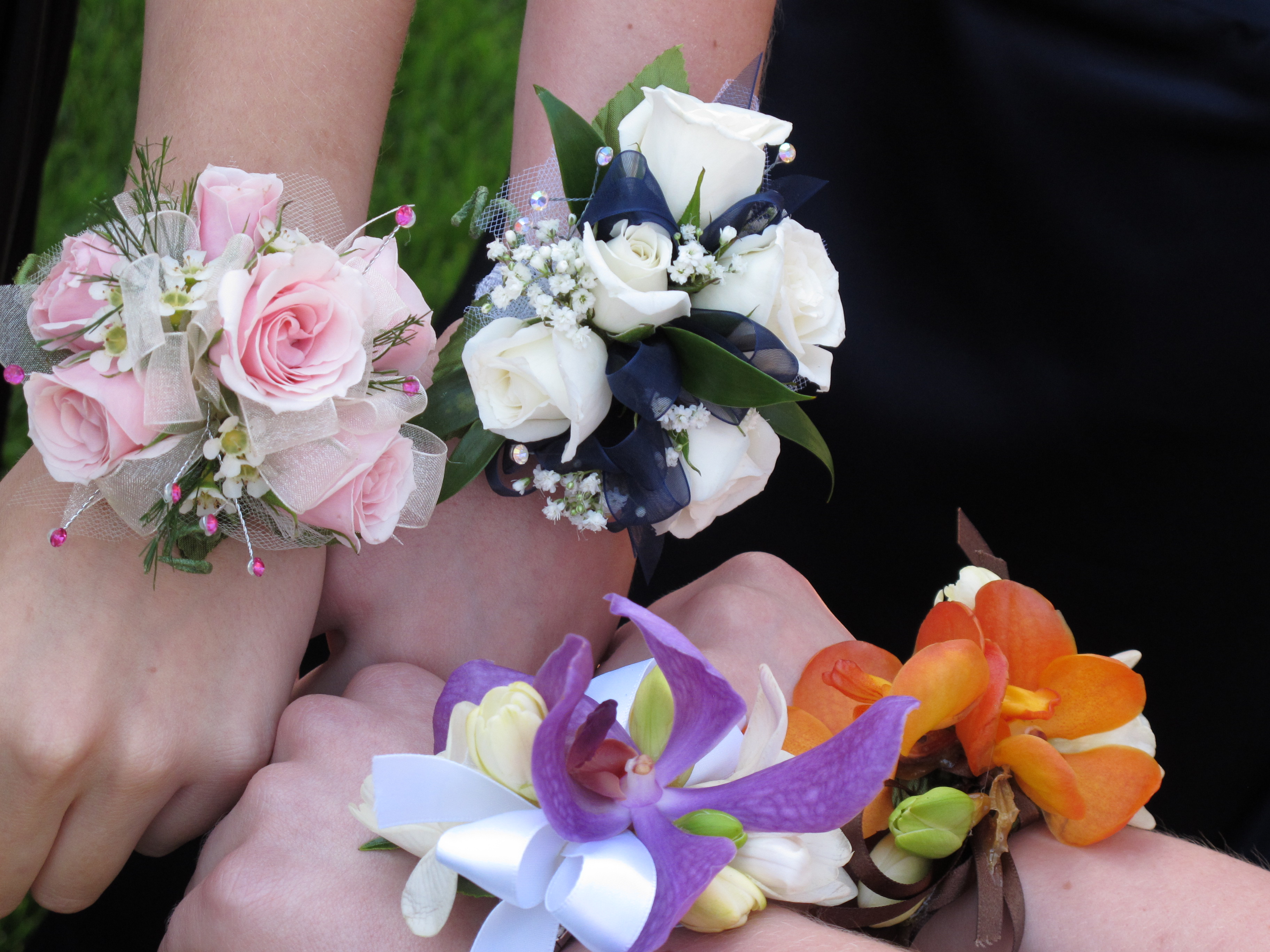
كثبية للصدارية

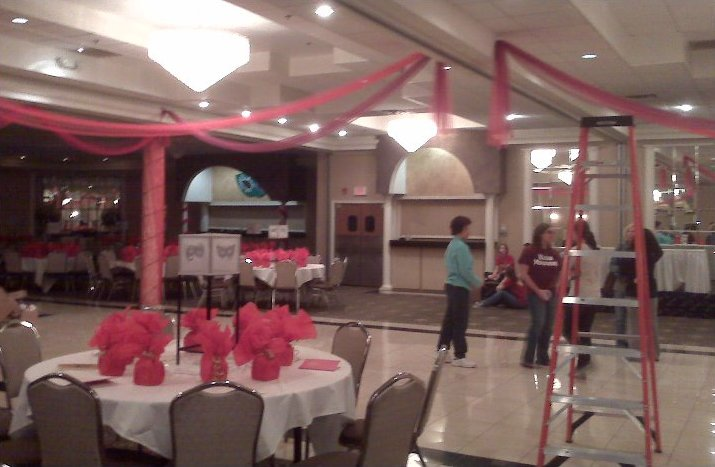
تزيين لحفلة موسيقية وضع الطلاب اللمسات الأخيرة على قاعة الرقص في قاعة الولائم